# Найник, Татьяна Борисовна
Татья́на Бори́совна На́йник (род. 6 апреля 1978, Ленинград, РСФСР, СССР) — российская певица, актриса, продюсер и модель. До 18 лет обучалась в художественной школе, занималась гимнастикой и классическим балетом, параллельно проявляя интерес к шоу-бизнесу. Начала свою профессиональную карьеру в 1996 году в модельном бизнесе. В 2002 году её популярность возросла благодаря участию в группе «ВИА Гра». После ухода из коллектива, она основала и возглавила музыкальную R&B-группу «Maybe», которая активно существовала до конца 2014 года. Кроме своей музыкальной деятельности, Найник участвовала в кинематографических проектах и активно занималась общественной деятельностью, поддерживая различные благотворительные инициативы.

## Биография
Татьяна Найник родилась в Ленинграде 6 апреля 1978 года в семье учёных. Отец — Борис Михайлович Найник, работал в области технических наук, а также в театре. Мать — Нина Михайловна Найник, инженер-конструктор. Окончила художественную школу, несколько лет занималась художественной гимнастикой и классическим балетом. Окончила школу кинологов при биологическом факультете Санкт-Петербургского государственного университета и получила звание кинолог-судья второй категории. После окончания школы Татьяна поступила в Российский государственный педагогический университет имени А. И. Герцена на психолого-педагогический факультет.

### Болезнь
Проблемы со здоровьем у Найник начались в 2008 году. После госпитализации ей был поставлен диагноз сильнейшее тревожно-депрессивное расстройство, вызывающее судороги и панические атаки. Последний тяжёлый приступ случился в ночь с 31 декабря 2014 на 1 января 2015 года. Найник была доставлена в Центральную клиническую больницу. Позже стало известно, что певица ждёт первенца. Находясь на приличном сроке беременности, Найник продолжала бороться с недугом.

### Личная жизнь
Прожила четыре года в гражданском браке с танцором Дмитрием Сидоровым и была в отношениях с украинским шоуменом и телеведущим Андреем Джеджулой. В начале 2015 года Найник вышла замуж за Александра Терехова, сына актрисы Маргариты Тереховой. У пары есть дочь Вера, которая родилась 24 августа 2015 года. Однако в 2022 году Александр отправился в Европу для творческой реализации, оставив Татьяну и Веру в России. Несмотря на расстояние и сложности, супруги не намерены разводиться.

## Творчество

### Карьера модели
В модельный бизнес попала в 1996 году по совету бабушки, увидевшей объявление о предстоящем конкурсе «Лицо года» и отправившей на него внучку. Найник предложили контракт на работу фотомоделью. Работала с различными печатными изданиями Франции, Испании, Италии и Нидерландов. Фотографии Найник печатали такие издания, как Shape, Elle и Top Ten. Следующим конкурсом красоты был «Мисс Санкт-Петербург», где Найник дошла до финала, но не вышла в него.

### Карьера певицы

#### «ВИА Гра»
В начале 2002 года стала участницей группы «ВИА Гра», заменяя ушедшую в декрет Надежду Грановскую. Вскоре вышел первый клип с её участием — «Стоп! Стоп! Стоп!». Первое выступление состава с Найник перед широкой публикой состоялось 23 мая в московском концертном зале «Россия» на церемонии вручения премии «Овация», где коллектив был представлен в номинации «Лучший исполнитель молодёжной танцевальной музыки». В июле был переиздан альбом «Попытка № 5», куда были включены ремиксы на уже имеющиеся композиции, а также новая работа группы «Стоп! Стоп! Стоп!». 20 июля группа выступила в Витебске на международном конкурсе «Славянский базар». В августе 2002 года были записаны две новые песни — «Убей мою подругу» и «Good morning, папа!». Вскоре было объявлено, что следующим синглом станет одна из этих песен и в сентябре будет снят клип на неё. В итоге предпочтение было отдано «Good morning, папа!». В это же время Грановская вернулась в коллектив. 12 сентября закончились съёмки видеоклипа на песню «Good morning, папа!», таким образом в клипе снялись сразу четыре солистки. Перед уходом Найник группа несколько раз выступила квартетом. В ноябре коллектив в составе Винницкая — Найник — Седокова появился на обложке российского издания мужского журнала Maxim. В это же время Найник покинула группу. После ухода были проблемы с продюсерами.

#### «Maybe»
После ухода из «ВИА Гры» Найник создала собственный коллектив «Maybe», где стала выступать в роли солистки и продюсера. Сопродюсером группы стал Питер Хоффман, друг Найник. В качестве основного создателя музыкального материала для коллектива выступил американский композитор Робби Невил, а автором текстов стала Лара Д’Элиа. Изначально группа возникла в виде дуэта, в состав которого входили Татьяна Найник и Диана Николаева. Вместе было записано несколько песен. Весной 2006 года был выпущен дебютный одноимённый мини-альбом ограниченным тиражом. В октябре коллектив появился на страницах журнала Maxim. В конце 2006 года к группе присоединилась новая солистка — Алевтина Беляева, а позже на замену Николаевой пришла Наталья Рыжая. Вскоре обновлённый состав приступил к работе над новыми композициями, записав шесть песен и одну англоязычную версию — «I am, are you». В конце 2011 года коллектив покинула Беляева. В дальнейшем Ильина стала постоянной солисткой. Однако новый состав просуществовал недолго. В конце 2014 года Найник была экстренно госпитализирована в Центральную клиническую больницу Москвы.

### Карьера актрисы
В 2006 году Найник снялась в массовке в военной драме режиссёра Фёдора Петрухина «День Победы». Следующей работой оказался комедийный телесериал режиссёра Юрия Морозова «Сватьи», премьера которого состоялась 14 апреля 2014 года на телеканале «Домашний». В этом фильме она сыграла роль шпионки Евгении Александровны. В 2020 году получила роль в мини-сериале Олега Ларина «Чистосердечное призвание», сыграв в нём стилиста Виолетту, у которой имеется свой большой бизнес. В 2022 году на экраны страны вышел сериал Станислава Мареева «Под напряжением», где снялись, в числе прочих, Сергей Астахов, и Нина Гогаева. Найник сыграла здесь Полину.

## Общественная деятельность
Сотрудничает с благотворительной организацией «Щит и Лира», поддерживая российских солдат в госпиталях МВД и Чечне своими концертами в рамках различных акций
. Найник приняла участие в акции Благотворительного Фонда помощи детям, больным ДЦП «Шаг вместе» Гоши Куценко, участвовала в ежегодной благотворительной акции «Солдатское сердце» для ветеранов Великой Отечественной войны, проводимой телепрограммой «Армейский магазин». Принимала участие в традиционной военно-патриотической акции «Под знаменем Победы!», в целях пропаганды славных боевых традиций, проводимой телепрограммой «Армейский магазин» совместно с Минбороны России.

## Дискография

### Альбомы

#### В составе «ВИА Гры»
- 2002 — Попытка № 5 (переиздание)

#### В составе «Maybe»
- 2006 — Maybe

### Песни

#### В составе «ВИА Гры»
- 2002 — Стоп! Стоп! Стоп!
- 2002 — Убей мою подругу
- 2002 — Good morning, папа!

#### В составе «Maybe»
- 2006 — Поиграй со мной в любовь
- 2006 — Не дано
- 2006 — Признание
- 2006 — Кто ты?
- 2007 — Небо и земля
- 2007 — Мёд и лёд
- 2008 — Осталась (музыка и слова Олег Влади)[43]
- 2008 — Обо мне
- 2008 — I am, are you
- 2010 — Скучаю (совместно с Владимиром Политовым; музыка и слова — Сергей Ревтов)[44]
- 2010 — Малиновое сердце

## Видео

#### Видеоклипы в составе «ВИА Гры»
| Год  | Клип                  | Режиссёр    | Состав                                                             | Альбом             |
| ---- | --------------------- | ----------- | ------------------------------------------------------------------ | ------------------ |
| 2002 | «Стоп! Стоп! Стоп!»   | Семён Горов | Татьяна Найник, Алёна Винницкая, Анна Седокова                     | Стоп! Снято! (DVD) |
| 2002 | «Good morning, папа!» | Семён Горов | Татьяна Найник, Алёна Винницкая, Анна Седокова, Надежда Грановская | Стоп! Снято! (DVD) |

### В видеоклипах других исполнителей
| Год  | Клип          | Исполнитель |
| ---- | ------------- | ----------- |
| 2003 | «Мороз»       | ИКС-Миссия  |
| 2013 | «Ночь текила» | Артур Григ  |

## Фильмография
| Год  |     | Название                              | Роль                     |
| ---- | --- | ------------------------------------- | ------------------------ |
| 2006 | ф   | День победы                           | Имя персонажа не указано |
| 2014 | с   | Сватьи                                | Евгения Александровна    |
| 2015 | док | Маргарита Терехова. Отцы и дети       | камео                    |
| 2016 | док | Маргарита Терехова. Одна в зазеркалье | камео                    |
| 2020 | с   | Чистосердечное призвание              | Виолетта                 |
| 2022 | с   | Под напряжением                       | Полина                   |